# Doo-wop
Il doo-wop, scritto anche doowop o doo wop, è un genere di musica del rhythm and blues che ha avuto origine nelle comunità afroamericane durante gli anni '40, principalmente nelle grandi città degli Stati Uniti, tra cui New York, Filadelfia, Pittsburgh, Chicago, Baltimora, Newark, Detroit, Washington e Los Angeles. Il genere presenta un'armonia da gruppo vocale con una linea melodica coinvolgente ed un ritmo semplice con poca o nessuna strumentazione. I testi sono semplici, di solito sull'amore, cantati da una voce solista su voci di sottofondo, e spesso presentano, nel bridge, un recitativo melodrammaticamente sincero rivolto all'amato. Il canto armonico di sillabe senza senso (come "doo-wop") è una caratteristica comune di queste canzoni. Guadagnando popolarità negli anni '50, il doo-wop era molto diffuso fino all'inizio degli anni '60, ma continuò a influenzare artisti di altri generi anche in seguito.

## Origini del termine
Sebbene lo stile musicale abbia avuto origine alla fine degli anni '40 e fosse molto popolare negli anni '50, il termine "doo-wop" stesso non è apparso sulla stampa fino al 1961, quando fu utilizzato in riferimento alla canzone dei Marcelo, "Blue Moon", sul The Chicago Defender, proprio mentre la moda dello stile stava per finire. Sebbene il nome sia stato attribuito al disc jockey radiofonico Gus Gossert, lui stesso non ne accettò il merito, affermando che il termine "doo-wop" era già in uso in California per classificare questa musica.
"Doo-wop" è di per sé un'espressione senza senso. Nella registrazione del 1945 dei the Delta Rhythm Boys, "Just A-Sittin 'And A-Rockin", si sente nella backing vocal. Si sente più tardi nella pubblicazione dei Clovers del 1953 "Good Lovin '" (Atlantic Records 1000), e nel ritornello della canzone del 1954 di Carlyle Dundee & the Dundees "Never" (Space Records 201). Il primo disco di successo con "doo-wop" armonizzato nel ritornello fu il successo di the Turbans del 1955, "When You Dance" (Herald Records H-458). The Rainbows abbellirono la frase come "do wop de wadda" nella loro "Mary Lee" del 1955 (su Red Robin Records; anche un successo regionale di Washington su Pilgrim 703); e nel loro successo nazionale del 1956, "In the Still of the Night", the Five Satins cantarono dall'altra parte del ponte con un lamentoso "doo-wop, doo-wah".

## Storia

### Origini
Il Doo-wop ha origini musicali, sociali e commerciali molto complesse.

#### Precedenti musicali
Lo stile di Doo-wop è un misto di esperienze precedenti che nella composizione, nell'orchestrazione e nella voce figuravano nella popular music statunitense creata da cantautori e gruppi vocali, sia neri che bianchi, dagli anni '30 agli anni '40.

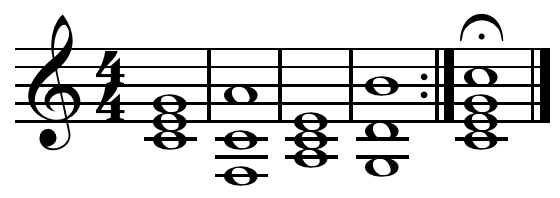
Un esempio di progressione anni '50

Compositori come Rodgers and Hart (nella loro canzone del 1934 "Blue Moon"), e Hoagy Carmichael e Frank Loesser (nella loro "Heart and Soul" del 1938) usarono una progressione di accordi I-vi-ii-V a loop nelle loro canzoni di successo; i compositori di canzoni doo-wop hanno variato leggermente ma in modo significativo la progressione di accordi in I–vi–IV–V, che fu così influente che a volte viene definita progressione anni '50. Questo caratteristico layout armonico è stato combinato con la forma del coro AABA tipica delle canzoni della Tin Pan Alley.
Canzoni di successo di gruppi neri come The Ink Spots ("If I Didn't Care" fu uno dei singoli più venduti al mondo di tutti i tempi, e "Address Unknown") e The Mills Brothers ("Paper Doll", "You Always Hurt the One You Love" e "Glow Worm") erano generalmente canzoni lente in tempo swing con strumentazione semplice. I cantanti di strada doo-wop generalmente si esibivano senza strumentazione, ma rendevano il loro stile musicale distintivo, sia usando tempi veloci che lenti, tenendo il tempo con un fuori tempo simile allo swing, mentre usavano le sillabe "doo-wop" come sostituire la batteria e un cantante basso come sostituto di uno strumento basso I testi erano romantici, parlavano di amori reali o immaginari, eterni o già finiti, di baci appassionati, di sogni e di lune piene, il tutto accompagnato da voci onomatopeiche che dovevano sostituire, imitandolo, il suono degli strumenti musicali: rama-lama-ding-dong per le chitarre, eh dum bop-dum bop-dum bop-tu ru per il basso, doo-doo-wop per i fiati e così via.

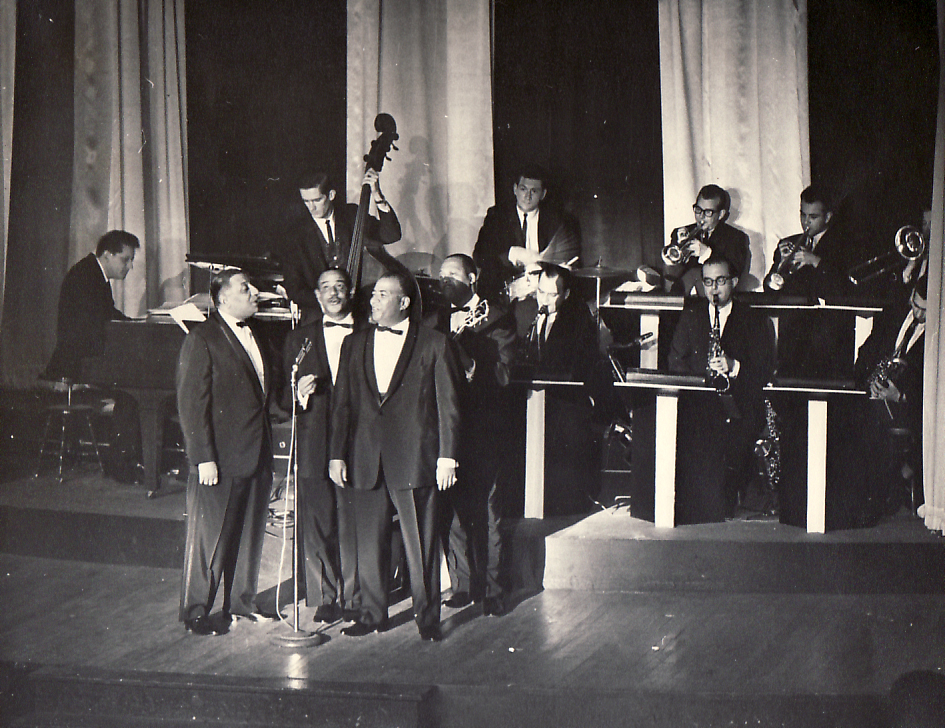
The Mills Brothers

Prendendo a modello le armonie dei gruppi vocali più famosi negli anni quaranta quali i Mills Brothers e gli Ink Spots, i giovani afro-americani che si radunavano agli angoli delle strade delle grandi città davano vita, per lo più senza strumenti musicali, a melodie di grande semplicità, ma al tempo stesso grande raffinatezza.
Il caratteristico stile vocale di Doo-wop è stato influenzato da gruppi come i Mills Brothers,, la cui stretta armonia in quattro parti derivava dalle armonie vocali del precedente quartetto da barbiere.
"Take Me Right Back to the Track" (1945) di the Four Knights, la canzone dei Cats and the Fiddle "I Miss You So" (1939), e il precedente disco dei Triangle Quartette "Doodlin' Back" (1929) ) prefigurava il suono rhythm and blues del doo-wop molto prima che il doo-wop diventasse popolare.

#### Elementi dello stile vocale doo-wop

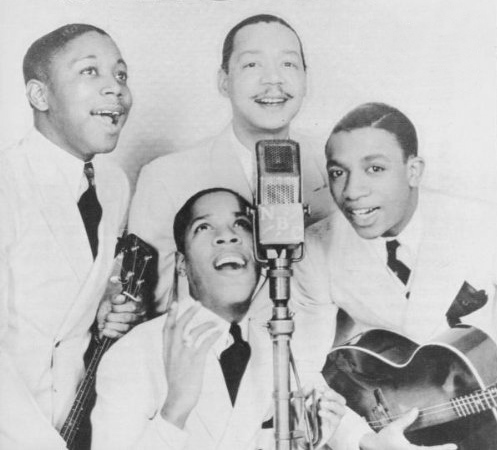
The Ink Spots (1943)

Nel loro libro intitolato The Complete Book of Doo-Wop, i coautori Gribin e Schiff (che hanno anche scritto Doo-Wop, the Forgotten Third of Rock 'n' Roll), identificano 5 caratteristiche della musica doo-wop:
1) è musica vocale fatta da gruppi; 2) presenta una vasta gamma di parti vocali, "di solito dal basso al falsetto"; 3) include sillabe senza senso; 4) c'è un semplice battito e strumentali a bassa chiave; e 5) ha parole semplici e musica. Sebbene queste funzionalità forniscano una guida utile, non è necessario che siano tutte presenti in una determinata canzone affinché gli appassionati la considerino doo-wop, e l'elenco non include le tipiche progressioni di accordi doo-wop sopra menzionate. A Bill Kenny, cantante dei the Ink Spots, viene spesso attribuito il merito di aver introdotto l'arrangiamento vocale "top and bottom" con un tenore alto che canta l'intro e un ritornello parlato di basso. I Mills Brothers, che erano famosi in parte perché nella loro voce a volte imitavano gli strumenti, furono un'ulteriore influenza sui gruppi di armonia vocale di strada, che, cantando arrangiamenti a cappella, usavano onomatopea senza parole per imitare gli strumenti musicali. Ad esempio, "Count Every Star" di The Ravens (1950) include vocalizzazioni che imitano il "doomph, doomph" simile all spuntare del contrabbasso. The Orioles hanno contribuito a sviluppare il suono del doo-wop con le loro hit "It's Too Soon to Know" (1948) e "Crying in the Chapel" (1953).

### Sviluppi

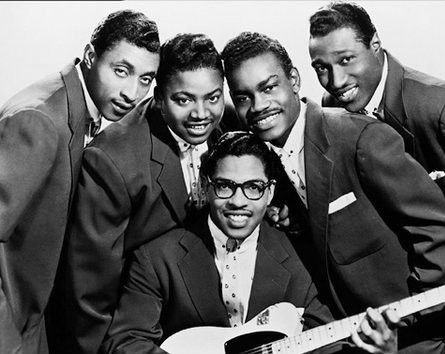
The Moonglows, 1956

La tradizione dei gruppi vocali che si sviluppò negli Stati Uniti dopo la seconda guerra mondiale era la forma più popolare di musica rhythm and blues tra gli adolescenti neri, specialmente quelli che vivevano nei grandi centri urbani della costa orientale, a Chicago ed a Detroit. Tra i primi gruppi a eseguire canzoni nella tradizione del gruppo di armonia vocale c'erano the Orioles, the Five Keys e the Spaniels; si specializzarono in ballate romantiche che facevano appello alle fantasie sessuali degli adolescenti tra la fine degli anni '40 e l'inizio degli anni '50. La stringa di sillabe senza senso, "doo doo doo doo-wop", da cui in seguito derivò il nome del genere, è usata ripetutamente nella canzone "Just A Sittin 'And A Rockin", registrata da the Delta Rhythm Boys a dicembre 1945. Entro la metà degli anni '50, i gruppi vocali avevano trasformato l'esecuzione fluida delle ballate eseguite in uno stile che incorporava questa frase senza senso vocalizzata dai bassisti, che fornivano il movimento ritmico per le canzoni a cappella. Ben presto, altri gruppi doo-wop entrarono nelle classifiche pop, in particolare nel 1955, che vide successi doo-wop incrociati come "Sincerely" di the Moonglows, "Earth Angel" di the Penguins, "Gloria" di the Cadillac, "A Thousand Miles Away" di the Heartbeats, "Daddy's Home" di Shep & the Limelites,, "I Only Have Eyes for You" di the Flamingos e "My True Story" di the Jive Five.
Gli adolescenti che non potevano permettersi strumenti musicali formavano gruppi che cantavano canzoni a cappella, esibendosi ai balli delle scuole superiori e in altre occasioni sociali. I luoghi per le prove erano gli angoli delle strade e le scale degli appartamenti, così come sotto i ponti, nei bagni delle scuole superiori, nei corridoi e in altri luoghi con echi: questi erano gli spazi con un'acustica adeguata a loro disposizione. Così svilupparono una forma armonica di gruppo basata sulle armonie e sul fraseggio emotivo degli spiritual neri e della musica gospel. La musica doo-wop fornì a questi giovani non solo un mezzo per intrattenere se stessi e gli altri, ma anche un modo per esprimere i propri valori e le proprie visioni del mondo in una società repressiva dominata dai bianchi, spesso attraverso l'uso di insinuazioni e messaggi nascosti nei testi.

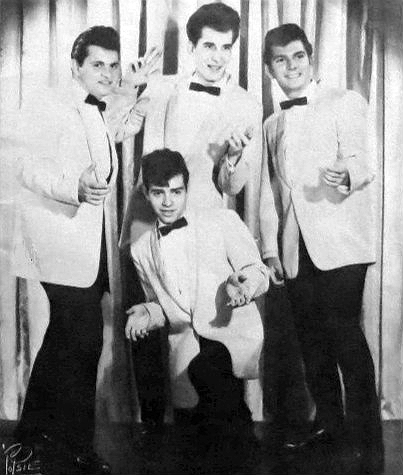
Il gruppo italo-americano di doo-wop The Earls in una foto del 1962

Gruppi doo-wop particolarmente produttivi erano formati da giovani uomini italo-americani che, come le loro controparti nere, vivevano in quartieri difficili (ad esempio, il Bronx e Brooklyn), imparavano il mestiere musicale cantando in chiesa ed acquisirono esperienza nel nuovo stile cantando agli angoli delle strade. New York era la capitale del doo-wop italiano, e tutti i suoi quartieri ospitavano gruppi che incisero dischi di successo. Tra la fine degli anni '50 e l'inizio degli anni '60, molti gruppi italo-americani avevano successi nazionali: Dion and the Belmonts ottennero una hit con "I Wonder Why", "Teenager in Love" e "Where or When"; the Capris si fecero un nome nel 1960 con "There's a Moon Out Tonight"; Randy & the Rainbows, che entrarono in classifica con il loro singolo Top #10 del 1963 "Denise". Altri gruppi doo-wop italo-americani erano the Earls, the Chimes, the Elegants, the Mystics, the Duprees, Johnny Maestro & the Crests e the Regents.
Alcuni gruppi doo-wop avevano membri di diverse origini. Il portoricano Herman Santiago, originariamente previsto per essere il cantante principale di The Teenagers, ha scritto i testi e la musica per una canzone che si intitolerà "Why Do Birds Sing So Gay?", ma che sia perché qualcuno non volesse un gruppo misto oppure che sia perché il produttore George Goldner pensava che la voce del nuovo arrivato Frankie Lymon sarebbe stata migliore nella parte principale, la versione originale di Santiago non fu registrata. Per adattarsi alla sua voce da tenore, Lymon ha apportato alcune modifiche alla melodia, prima che the Teenagers registrarono la canzone nota come "Why Do Fools Fall in Love?". Gruppi con artisti sia bianchi che neri includevano the Del-Vikings, che ebbero grandi successi nel 1957 con "Come Go With Me" e "Whispering Bells", the Crests, il cui "16 Candles" apparve nel 1958, e the Impalas, il cui "Sorry (I Ran All the Way Home)" fu un successo nel 1959. Chico Torres era un membro di the Crests, il cui cantante, Johhny Mastrangelo, sarebbe poi diventato famoso con il nome di Johnny Maestro.
Le cantanti doo-wop donne erano molto meno comuni dei maschi nei primi giorni del doo-wop. Lillian Leach, cantante di the Mellows dal 1953 al 1958, ha contribuito a spianare la strada ad altre donne nel doo-wop, soul e R&B. Margo Sylvia era la cantante di the Tune Weavers.

#### Baltimora
Come altri centri urbani negli Stati Uniti durante la fine degli anni Quaranta e l'inizio degli anni Cinquanta, Baltimora sviluppò la propria tradizione di gruppi vocali. La città produsse innovatori del rhythm and blues come the Cardinals, the Orioles e the Swallows. Il Royal Theatre di Baltimora e l'Howard Theatre di Washington erano tra i luoghi più prestigiosi per artisti neri nel cosiddetto "Chitlin Circuit", che fungeva da scuola di arti dello spettacolo per i neri che erano emigrati dal profondo sud, e ancora di più per la loro prole. Alla fine degli anni '40, the Orioles vennero fuori dalle strade e fecero una profonda impressione sul giovane pubblico del circuito di Baltimora. Il gruppo, formatosi nel 1947, cantava semplici ballate in armonia rhythm and blues, con l'arrangiamento standard di un tenore acuto che cantava sugli accordi delle voci di gamma media mescolate e una forte voce di basso. Il loro cantante, Sonny Til, era un tenore dolce e acuto e, come il resto del gruppo, all'epoca era ancora un adolescente. Il suo stile rifletteva l'ottimismo dei giovani neri americani nell'era postmigrazione. Il suono che hanno contribuito a sviluppare, in seguito chiamato "doo-wop", alla fine è diventato un "ponte sonoro" per raggiungere un pubblico di adolescenti bianchi.
Nel 1948, la Jubilee Records firmò un contratto con the Orioles, in seguito al quale apparvero nel programma radiofonico Talent Scout di Arthur Godfrey. La canzone che hanno eseguito, "It's Too Soon to Know", spesso citata come la prima canzone doo-wop, è arrivata al numero 1 della classifica "Race Records" di Billboard e al numero 13 delle classifiche pop, un primo crossover per un gruppo nero. Questo fu seguito nel 1953 da "Crying in the Chapel", il loro più grande successo, che arrivò al numero 1 della classifica R&B e al numero 11 della classifica pop. The Orioles furono forse i primi dei tanti gruppi doo-wop che presero il nome di un uccello.
L'allusione sessuale nelle canzoni di the Orioles era meno camuffata che nella musica di altri gruppi vocali dell'era dello swing. La loro coreografia sul palco era anche più sessualmente esplicita e le loro canzoni erano più semplici ed emotivamente dirette. Questo nuovo approccio al sesso nelle loro esibizioni all'inizio non si rivolgeva al pubblico di adolescenti bianchi: quando the Orioles salirono sul palco, stavano facendo appello direttamente a un pubblico giovane nero, con Sonny Til che usava tutto il suo corpo per trasmettere l'emozione in i testi delle loro canzoni, diventando così un sex symbol adolescenziale per le ragazze nere, che reagivano urlando e lanciando pezzi di abbigliamento sul palco quando cantava. Altri giovani cantanti maschi dell'epoca lo presero a modello e adattarono i propri concerti di conseguenza. Gli Orioles furono presto rimpiazzati da nuovi gruppi che imitarono questi pionieri come modello di successo.
The Swallows iniziarono alla fine degli anni '40 come un gruppo di adolescenti di Baltimora che si facevano chiamare Oakaleers. Uno dei membri viveva dall'altra parte della strada rispetto a Sonny Til, che ha continuato a guidare the Orioles, e il loro successo ha ispirato the Oakaleers a ribattezzarsi the Swallows. La loro canzone "Will You Be Mine", pubblicata nel 1951, raggiunse il numero 9 nella classifica R&B di Billboard negli Stati Uniti. Nel 1952, the Swallows pubblicarono "Beside You", il loro secondo successo nazionale, che raggiunse il numero 10 nella classifica R&B.
Alcuni gruppi doo-wop di Baltimora erano collegati a bande di strada, e alcuni membri erano attivi in entrambe le scene, come Johnny Page di the Marylanders. Come in tutti i maggiori centri urbani degli Stati Uniti, molte delle bande di adolescenti avevano i propri gruppi vocali all'angolo della strada di cui erano molto orgogliosi e che sostenevano ferocemente. La musica e la danza competitive facevano parte della cultura di strada afroamericana e, con il successo di alcuni gruppi locali, la concorrenza è aumentata, portando a rivalità territoriali tra gli artisti. Pennsylvania Avenue fungeva da confine tra Baltimora est e ovest, con l'est che produceva the Swallows, the Cardinals e the Blentones, mentre l'ovest ospitava the Orioles e the Four Buddies.
I gruppi vocali di Baltimora si sono riuniti nei negozi di dischi del quartiere, dove si sono esercitati con gli ultimi successi nella speranza che i contatti dei proprietari dei negozi con case discografiche e distributori potessero fargli ottenere un'audizione. Un talent scout della King Records ha scoperto the Swallows mentre stavano provando nel negozio di dischi di Goldstick. Anche il Super Music Store di Sam Azrael e il lustrascarpe di Shaw erano i luoghi di ritrovo preferiti dai gruppi vocali di Baltimora; Jerry Wexler e Ahmet Ertegun hanno fatto un'audizione per the Cardinals da Azrael. Alcuni gruppi registravano demo negli studi locali e li riproducevano per i produttori discografici, con l'obiettivo di ottenere un contratto discografico.

#### Chicago

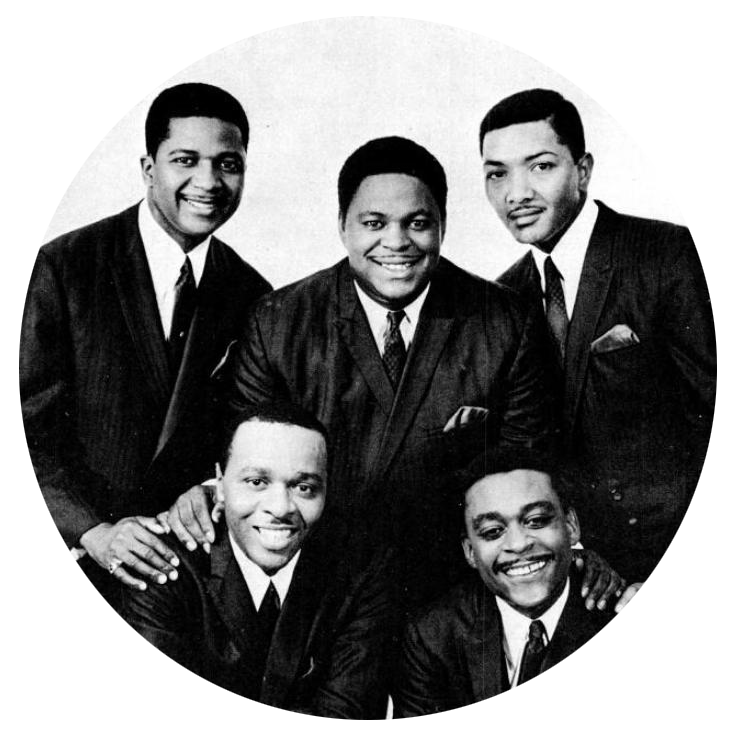
The Dells, 1967

La città di Chicago, nei primi anni dell'industria discografica, è stata superata come centro di registrazione negli Stati Uniti solo da New York. Durante la fine degli anni '40 e l'inizio degli anni '50, le etichette discografiche indipendenti ottennero il controllo del mercato discografico nero dalle maggiori compagnie e Chicago divenne uno dei centri principali per la musica rhythm and blues. Questa musica era una fonte vitale per la musica giovanile chiamata rock 'n' roll. A metà degli anni '50, un certo numero di gruppi rhythm and blues che si esibivano nello stile di ensemble vocale in seguito noto come doo-wop iniziarono a passare dalle classifiche R&B al rock 'n' roll mainstream. Le case discografiche di Chicago hanno preso atto di questa tendenza e hanno cercato gruppi vocali della città che potessero firmare per le loro etichette. Le etichette discografiche, i distributori di dischi e i proprietari di nightclub di Chicago hanno tutti avuto un ruolo nello sviluppo del potenziale vocale dei gruppi doo-wop, ma il Chicago doo-wop è stato "creato e nutrito" agli angoli delle strade dei quartieri della classe inferiore della città.
I gruppi doo-wop di Chicago, come quelli di New York, hanno iniziato a cantare agli angoli delle strade e hanno praticato le loro armonie nei bagni piastrellati, nei corridoi e nelle metropolitane, ma poiché provenivano originariamente dal profondo sud, la patria del gospel e del blues musica, il loro suono doo-wop era più influenzato dal gospel e dal blues.
Vee-Jay Records e Chess Records erano le principali etichette che registravano gruppi doo-wop a Chicago. Vee-Jay ha firmato the Dells, the El Dorados, the Magnificents e the Spaniel, che hanno raggiunto tutti i successi nelle classifiche nazionali a metà degli anni '50. Chess ha firmato i Moonglows, che hanno avuto il maggior successo commerciale (sette successi R&B nella Top 40, sei di quelli Top Ten) dei gruppi doo-wop degli anni '50, e the Flamingos, che hanno avuto anche successi nazionali.

#### Detroit

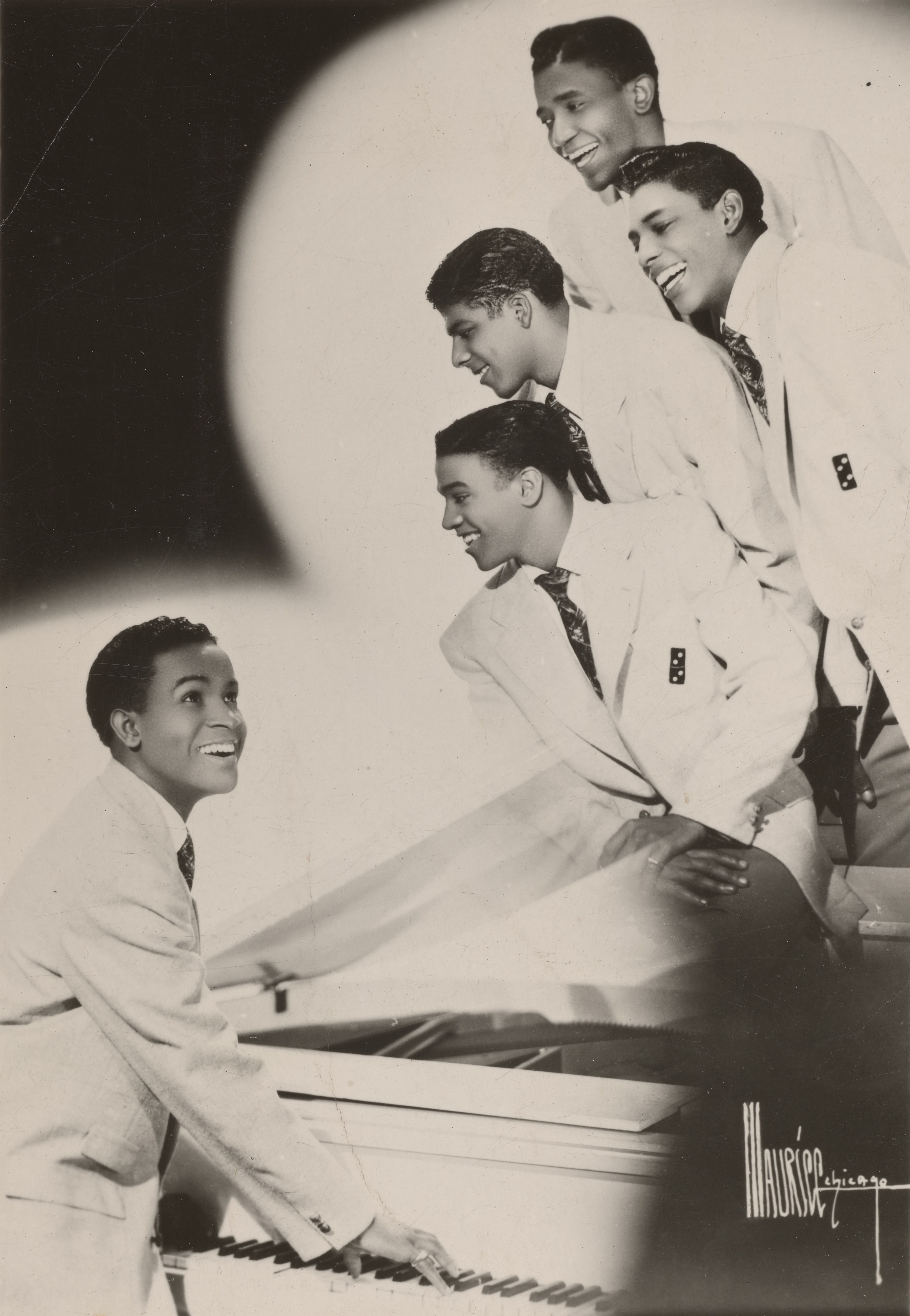
Billy Ward and His Dominoes

Nel 1945, Joe Von Battle aprì il Joe's Record Shop al 3530 di Hastings Street a Detroit; il negozio aveva la più ampia selezione di dischi rhythm and blues della città, secondo un sondaggio commerciale di Billboard del 1954. Battle, un migrante di Macon, in Georgia, stabilì il suo negozio come prima attività di proprietà di neri nella zona, che rimase principalmente ebrea fino alla fine degli anni '40. I giovani aspiranti artisti si riunivano lì nella speranza di essere scoperti dai principali proprietari di case discografiche indipendenti che corteggiavano Battle per promuovere e vendere dischi, nonché per trovare nuovi talenti nel suo negozio e studio. Le etichette discografiche di Battle includevano JVB, Von, Battle, Gone e Viceroy; aveva anche accordi sussidiari con etichette come King e Deluxe. Procurò a Syd Nathan molti master blues e doo-wop registrati nel suo primitivo studio nel retro del negozio dal 1948 al 1954. In qualità di magnate della registrazione nell'area di Detroit, Battle è stato un attore importante nella rete di etichette indipendenti.
Jack e Devora Brown, una coppia ebrea, fondarono la Fortune Records nel 1946 e registrarono una varietà di artisti e suoni eccentrici; a metà degli anni '50 divennero campioni del rhythm and blues di Detroit, inclusa la musica dei gruppi doo-wop locali. La band principale di Fortune fu the Diablos, con il tenore impennata del cantante principale Nolan Strong, originario dell'Alabama. Il successo più importante del gruppo è stato "The Wind". Strong, come altri tenori R&B e doo-wop dell'epoca, fu profondamente influenzato da Clyde McPhatter, cantante di the Dominoes e successivamente di the Drifters. Lo stesso Strong ha lasciato un'impressione duratura sul giovane Smokey Robinson, che ha fatto di tutto per assistere agli spettacoli di Diablo.

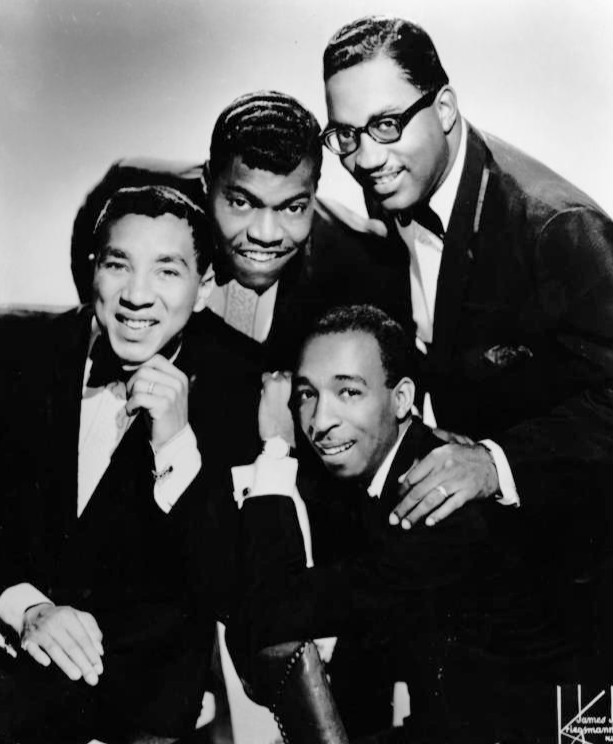
Smokey Robinson and the Miracles nel 1966

Alla fine del 1957, il diciassettenne Robinson, leader di un gruppo vocale di Detroit chiamato the Matadors, incontrò il produttore Berry Gordy, che stava iniziando con nuovi stili, incluso il doo-wop. Gordy voleva promuovere uno stile musicale nero che piacesse sia al mercato bianco che a quello nero, eseguito da musicisti neri con radici gospel, R&B o doo-wop. Ha cercato artisti che capissero che la musica doveva essere aggiornata per attrarre un pubblico più ampio e ottenere un maggiore successo commerciale. Le prime registrazioni della Tamla Records di Gordy, fondata diversi mesi prima che fondasse la Motown Record Corporation nel gennaio 1959, erano di performance blues o doo-wop.
"Bad Girl", un singolo doo-wop del 1959 del gruppo di Robinson, the Miracles, fu il primo singolo pubblicato (e l'unico pubblicato da questo gruppo) per l'etichetta Motown. Tutti i singoli precedenti della band (e tutti quelli successivi) sono stati rilasciati dall'etichetta Tamla. Emesso localmente dall'etichetta Motown Records, è stato concesso in licenza e pubblicato a livello nazionale da Chess Records perché la neonata Motown Record Corporation non aveva, a quel tempo, distribuzione nazionale. "Bad Girl" è stato il primo successo nelle classifiche nazionali del gruppo, raggiungendo la posizione # 93 nella Billboard Hot 100. Scritta dal cantante dei Miracles Smokey Robinson e dal presidente della Motown Records Berry Gordy, "Bad Girl" è stata la prima di molte delle canzoni dei Miracles eseguite in stile doo-wop alla fine degli anni '50.

#### Los Angeles

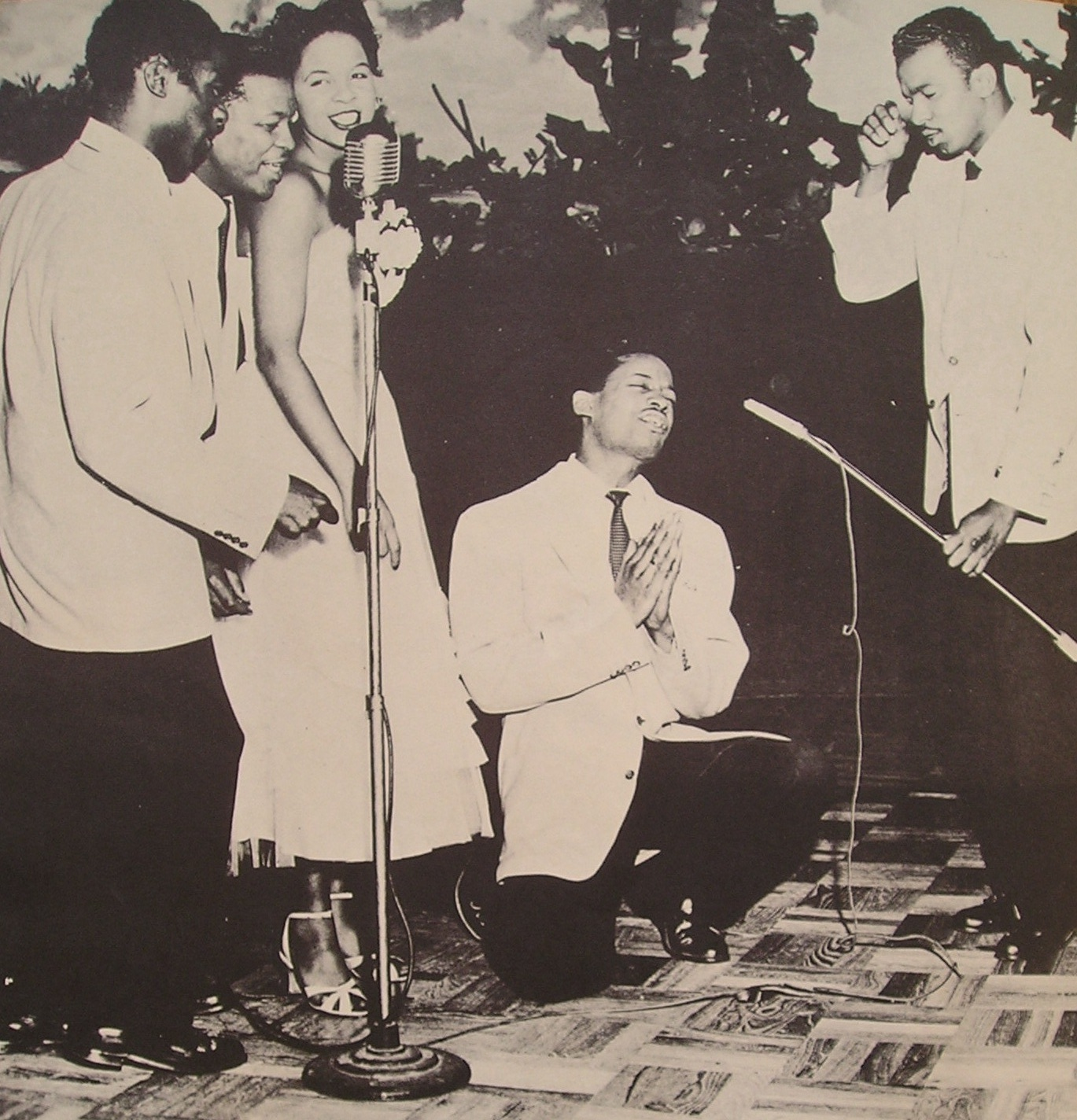
The Platters in una foto di un concerto dell'epoca

I gruppi doo-wop si sono formati anche sulla costa occidentale degli Stati Uniti, specialmente in California, dove la scena era concentrata a Los Angeles. Etichette discografiche indipendenti di proprietà di imprenditori neri come Dootsie Williams e John Dolphin hanno registrato questi gruppi, la maggior parte dei quali si erano formati nelle scuole superiori. Uno di questi gruppi, the Penguins, includeva Cleveland "Cleve" Duncan e Dexter Tisby, ex compagni di classe alla Fremont High School nel quartiere Watts di Los Angeles. Loro, insieme a Bruce Tate e Curtis Williams, registrarono la canzone "Earth Angel" (prodotta da Dootsie Williams), che salì al numero uno delle classifiche R&B nel 1954.
La maggior parte dei gruppi doo-wop di Los Angeles provenivano dalle scuole superiori di Fremont, Belmont, and Jefferson. Tutti loro sono stati influenzati da the Robins, un gruppo R&B di successo della fine degli anni '40 e '50 che si è formato a San Francisco, o da altri gruppi tra cui the Flairs, the Flamingos (non il gruppo di Chicago) e the Hollywood Flames. Molti altri gruppi doo-wop di Los Angeles dell'epoca furono registrati dalla Dootone Records di Dootsie Williams e dal negozio di dischi di John Dolphin in Central Avenue, Dolphin's of Hollywood. Questi includevano the Calvanes, the Crescendos, teh Cuff Linx, the Cubans, the Dootones, the Jaguars, the Jewels, the Meadowlarks, the Silks, the Squires, the Titans e the Up-Fronts. Alcuni gruppi, come the Platters e the Hi-Fis di Rex Middleton, ebbero un successo incrociato.
I Jaguars, della Fremont High School, furono uno dei primi gruppi vocali interrazziali; era composto da due afroamericani, un messicano americano e un polacco-italoamericano. Il doo-wop era popolare tra i messicani americani della California, che negli anni '50 erano attratti dalla voce a cappella; lo stile romantico dei gruppi doo-wop li affascinava, perché ricordava le ballate e le armonie tradizionali della popular music messicana.
Nel 1960, Art Laboe pubblicò una delle prime compilation di vecchi successi, Memories of El Monte, sulla sua etichetta discografica, Original Sound. Il disco era una raccolta di classici brani doo-wop di band che suonavano ai balli organizzati da Laboe al Legion Stadium di El Monte, in California, a partire dal 1955. Comprendeva brani di band locali come the Heartbeats e the Medallions. Laboe era diventato una celebrità nell'area di Los Angeles come disc jockey per la stazione radio KPOP, suonando doo-wop e rhythm and blues trasmessi dal parcheggio del Drive-In di Scriverner su Sunset Boulevard.
Nel 1962, Frank Zappa, con il suo amico Ray Collins, scrisse la canzone doo-wop "Memories of El Monte". Questa è stata una delle prime canzoni scritte da Zappa, che aveva ascoltato la compilation di Laboe di singoli doo-wop. Zappa portò la canzone a Laboe, che reclutò il cantante dei Penguins, Cleve Duncan, per una nuova iterazione del gruppo, la registrò e la pubblicò come singolo sulla sua etichetta discografica.

#### New York City

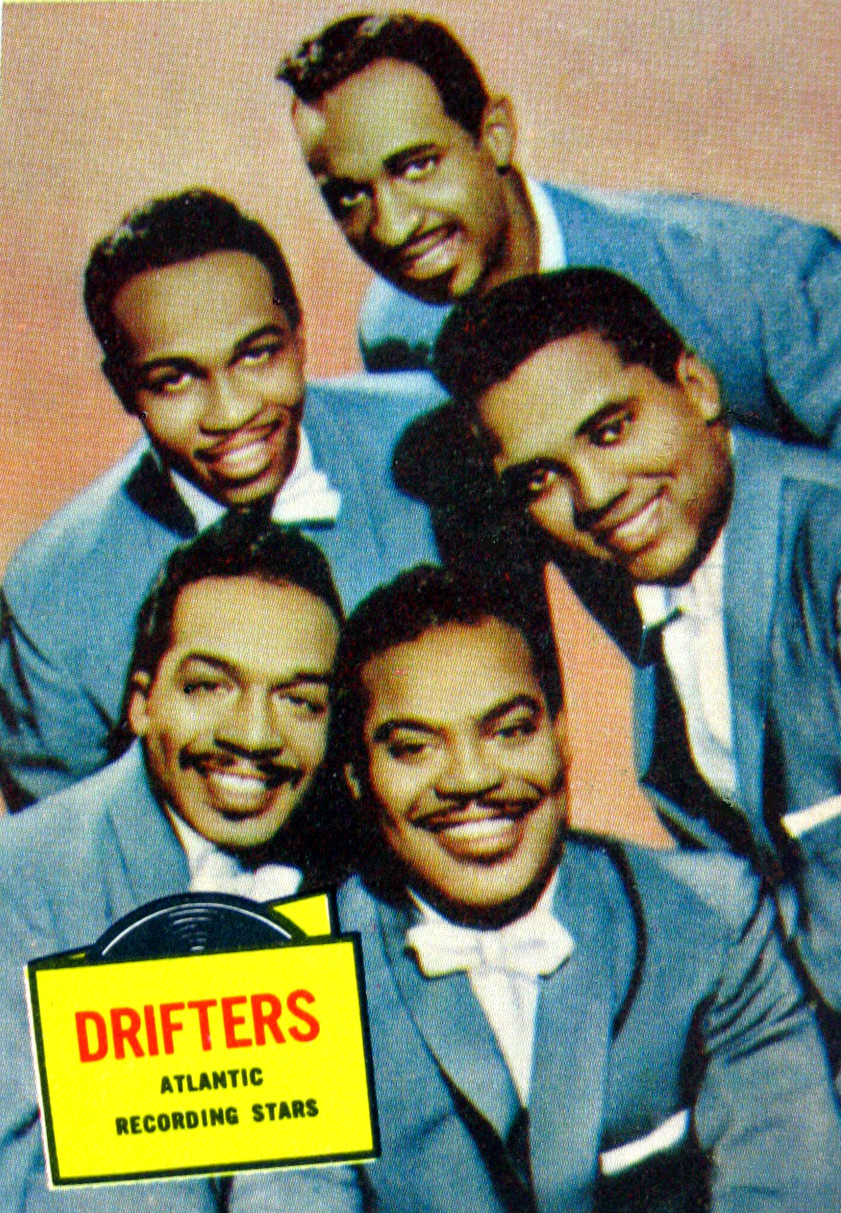
The Drifters nel 1957

La prima musica doo-wop, risalente alla fine degli anni '40 e all'inizio degli anni '50, era particolarmente popolare nel corridoio industriale del nord-est da New York a Filadelfia, e New York City era la capitale mondiale del doo-wop. Lì, gruppi afroamericani come the Ravens, the Drifters, the Dominoes, the Charts e i cosiddetti "bird groups" (gruppi di uccelli), come the Crows, the Sparrows, the Larks e the Wrens, fondevano il rhythm and blues con il musica gospel che cantavano in chiesa. Il canto di strada era quasi sempre a cappella; l'accompagnamento strumentale verrà aggiunto solo in fase di registrate. Il gran numero di neri che erano emigrati a New York City come parte della Grande migrazione afroamericana provenivano principalmente dalla Georgia, dalla Florida e dalla Carolina. Negli anni '40 i giovani neri della città iniziarono a cantare lo stile rhythm and blues che divenne noto come doo-wop. Molti di questi gruppi sono stati trovati ad Harlem.
I neri furono costretti dalla segregazione legale e sociale, nonché dai vincoli dell'ambiente edificato, a vivere in alcune parti di New York all'inizio degli anni '50. Si sono identificati con i propri quartieri, isolati e strade. Essere effettivamente esclusi dalla società bianca tradizionale ha aumentato la loro coesione sociale e ha incoraggiato la creatività nel contesto della cultura afroamericana. I giovani cantanti formavano gruppi e provavano le loro canzoni in spazi pubblici: agli angoli delle strade, sui gradini degli appartamenti e sui binari della metropolitana, nelle piste da bowling, nei bagni delle scuole e nelle sale da biliardo, così come nei campi da gioco e sotto i ponti.
Bobby Robinson, originario della Carolina del Sud, era un produttore discografico e cantautore indipendente ad Harlem che ha contribuito a rendere popolare la musica doo-wop negli anni '50. Entrò nel mondo della musica nel 1946 quando aprì il "Bobby's Record Shop" (in seguito "Bobby's Happy House") all'angolo tra la 125th Street e l'Ottava Avenue, vicino all'Apollo Theater, un noto locale per artisti afroamericani. L'Apollo ha tenuto contest di talenti in cui il pubblico indicava i preferiti con gli applausi. Questo era un canale importante per i talent scout delle case discografiche che cercavano nuovi artisti doo-wop. Nel 1951, Robinson fondò la Robin Records, che in seguito divenne la Red Robin Records, e iniziò a registrare doo-wop; ha registrato the Ravens, the Mello-Moods e molti altri gruppi vocali doo-wop. Ha usato il piccolo negozio per lanciare una serie di etichette discografiche che hanno pubblicato molti successi negli Stati Uniti. Robinson ha fondato o co-fondato la Red Robin Records, la Whirlin' Disc Records, la Fury Records, la Everlast Records, la Fire Records e la Enjoy Records.
Il programma radiofonico mattutino di Arthur Godfrey (1946-1958) sulla CBS, Talent Scouts, era un luogo di New York da cui alcuni gruppi doo-wop ottennero visibilità nazionale. Nel 1948, the Orioles, allora conosciuti come Vibra-Nairs, andarono in città con Deborah Chessler, la loro manager e autrice principale, e apparvero nello show. Hanno vinto solo il terzo posto, ma Godfrey li ha invitati a tornare due volte. Chessler ha sfruttato alcune registrazioni demo che il gruppo aveva tagliato, insieme alla recente esposizione radiofonica, per interessare un distributore a commercializzare il gruppo su un'etichetta indipendente. Hanno inciso sei brani, uno dei quali era una ballata doo-wop scritta da Chessler intitolata "It's Too Soon to Know". Ha raggiunto il n. 1 nella classifica nazionale dei Juke Box Race Records più ascoltati di Billboard e, per la prima volta per una canzone doo-wop, il record è passato alla classifica pop mainstream, dove ha raggiunto il n. 13.

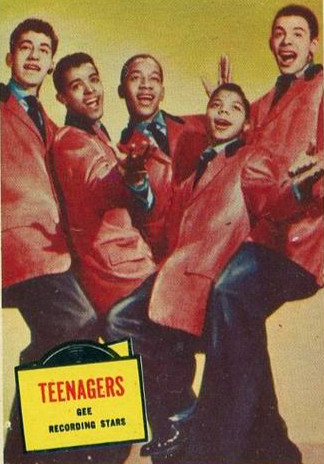
Frankie Lymon and The Teenagers in una foto del 1957

The Du Droppers si sono formati ad Harlem nel 1952. I membri della band erano cantanti gospel esperti in ensemble risalenti agli anni '40 ed erano uno dei gruppi più antichi da registrare durante l'epoca. Tra le canzoni più durature di the Du Droppers ci sono "I Wanna Know" e "I Found Out (What You Do When You Go Round There)", che raggiunsero entrambe la terza posizione nelle classifiche R&B di Billboard nel 1953.
Frankie Lymon, cantante principale di the Teenagers, è stato il primo teen idol nero apprezzato sia dal pubblico bianco che da quello nero. È nato ad Harlem, dove ha iniziato a cantare canzoni doo-wop con i suoi amici per strada. Si unì a un gruppo chiamato the Premiers, e aiutò i membri Herman Santiago e Jimmy Merchant a riscrivere una canzone che avevano composto per creare Why Do Fools Fall in Love, che valse al gruppo un'audizione con la Gee Records. Santiago era troppo malato per cantare come protagonista il giorno dell'audizione, quindi Lymon cantò nel ruolo principale, e il gruppo fu scritturato come Teenagers con Lymon come cantante. La canzone divenne rapidamente il brano R&B numero uno negli Stati Uniti e raggiunse il numero sei della classifica pop nel 1956,[ diventando anche la hit pop numero uno nel Regno Unito.
The Willows, un influente gruppo all'angolo della strada di Harlem, sono stati un modello per molti degli spettacoli doo-wop di New York City che vennero dopo di loro. Il loro più grande successo è stato "Church Bells May Ring", con Neil Sedaka, allora membro di the Linc-Tones, alle campane tubolari. Il brano raggiunse il numero 11 nella classifica R&B degli Stati Uniti nel 1956.
Sebbene non abbiano mai avuto un successo nelle classifiche nazionali, the Solitaires, meglio conosciuti per il loro singolo di successo del 1957 "Walking Along", erano uno dei gruppi vocali più popolari a New York alla fine degli anni '50.

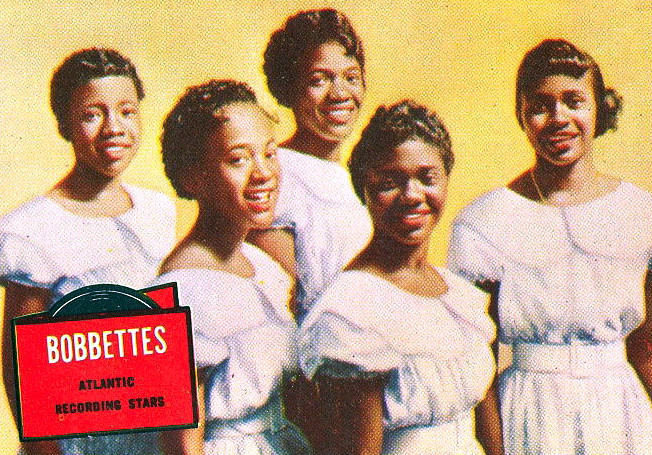
The Bobbettes nel 1957

Il periodo di massimo splendore dell'era dei gruppi femminili iniziò nel 1957 con il successo di due gruppi di adolescenti del Bronx, the Chantels e the Bobbettes. Le sei ragazze delle Bobbettes, dagli undici ai quindici anni, hanno scritto e registrato "Mr. Lee", una nuova melodia su un insegnante che fu un successo nazionale. The Chantels sono state il secondo gruppo di ragazze afroamericane a riscuotere successo a livello nazionale negli Stati Uniti. Il gruppo fu fondato nei primi anni '50 da cinque studenti, tutti nati nel Bronx, che hanno frequentato la scuola cattolica Sant'Antonio da Padova nel Bronx, dove fu insegnato loro a cantare i canti gregoriani. La loro prima registrazione fu "He's Gone" (1958), che le rese il primo gruppo di ragazze pop rock ad entrare in classifica. Il loro secondo singolo, "Maybe", ha raggiunto il n. 15 su Billboard's Hot 100.
Nel 1960, the Chiffon iniziarono come trio di compagni di scuola alla James Monroe High School nel Bronx. Judy Craig, quattordici anni, era la cantante solista, cantava con le tredicenni Patricia Bennett e Barbara Lee. Nel 1962, le ragazze incontrarono il cantautore Ronnie Mack al doposcuola; Mack suggerì di aggiungere al gruppo Sylvia Peterson, che aveva cantato con Little Jimmy & the Tops. Il gruppo è stato chiamato the Chiffons durante la registrazione e la pubblicazione del loro primo singolo, "He's So Fine". Scritto da Mack, fu pubblicato dall'etichetta Laurie Records nel 1963. "He's So Fine" ha raggiunto la posizione numero 1 negli Stati Uniti, vendendo oltre un milione di copie.
La Public School 99, che sponsorizzava i talent show serali, e la Morris High School erano centri di creatività musicale nel Bronx durante l'era doo-wop. Arthur Crier, figura di spicco della scena doo-wop nel quartiere di Morrissania, è nato ad Harlem e cresciuto nel Bronx; sua madre era della Carolina del Nord. Crier era un membro fondatore di un gruppo doo-wop chiamato the Five Chimes, uno dei tanti gruppi che avevano questo nome e cantava il basso con the Halos e the Mellows. Molti anni dopo osservò che tra il 1950 e il 1952 ci fu una trasformazione nella musica cantata in strada passando dal gospel sacro al rhythm and blues secolarizzato.

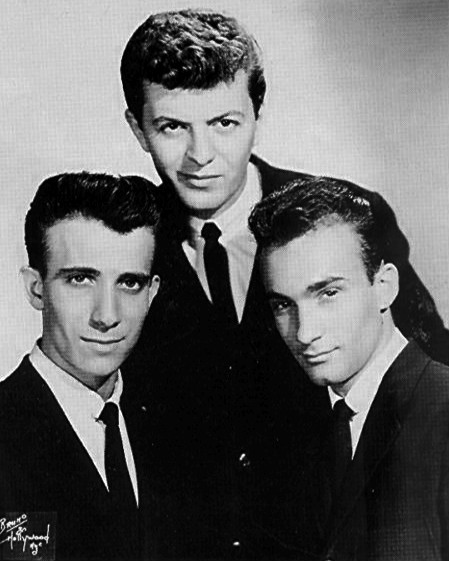
Il gruppo italo-americano di doo-wop Dion and the Belmonts in una foto del 1960

New York è stata anche la capitale del doo-wop italiano, e tutti i suoi quartieri hanno ospitato gruppi che hanno inciso dischi di successo. the Crests provenivano dal Lower East Side di Manhattan; Dion and the Belmonts, the Regents, e Nino and the Ebb Tides venivano dal Bronx; the Elegants di Staten Island; the Capris del Queens; the Mystics, the Neons, the Classics e Vito & the Salutations da Brooklyn.
Sebbene negli anni '50, gli italiani del Bronx fossero una percentuale minoritaria rispetto agli ebrei e agli irlandesi, solo loro avevano un'influenza significativa come cantanti rock 'n' roll. I giovani di altre etnie ascoltavano il rock 'n' roll, ma furono gli italoamericani che si affermarono nell'esecuzione e nella registrazione della musica. Mentre i rapporti tra italoamericani e afroamericani nel Bronx erano a volte tesi, ci furono molti casi di collaborazione tra di loro.

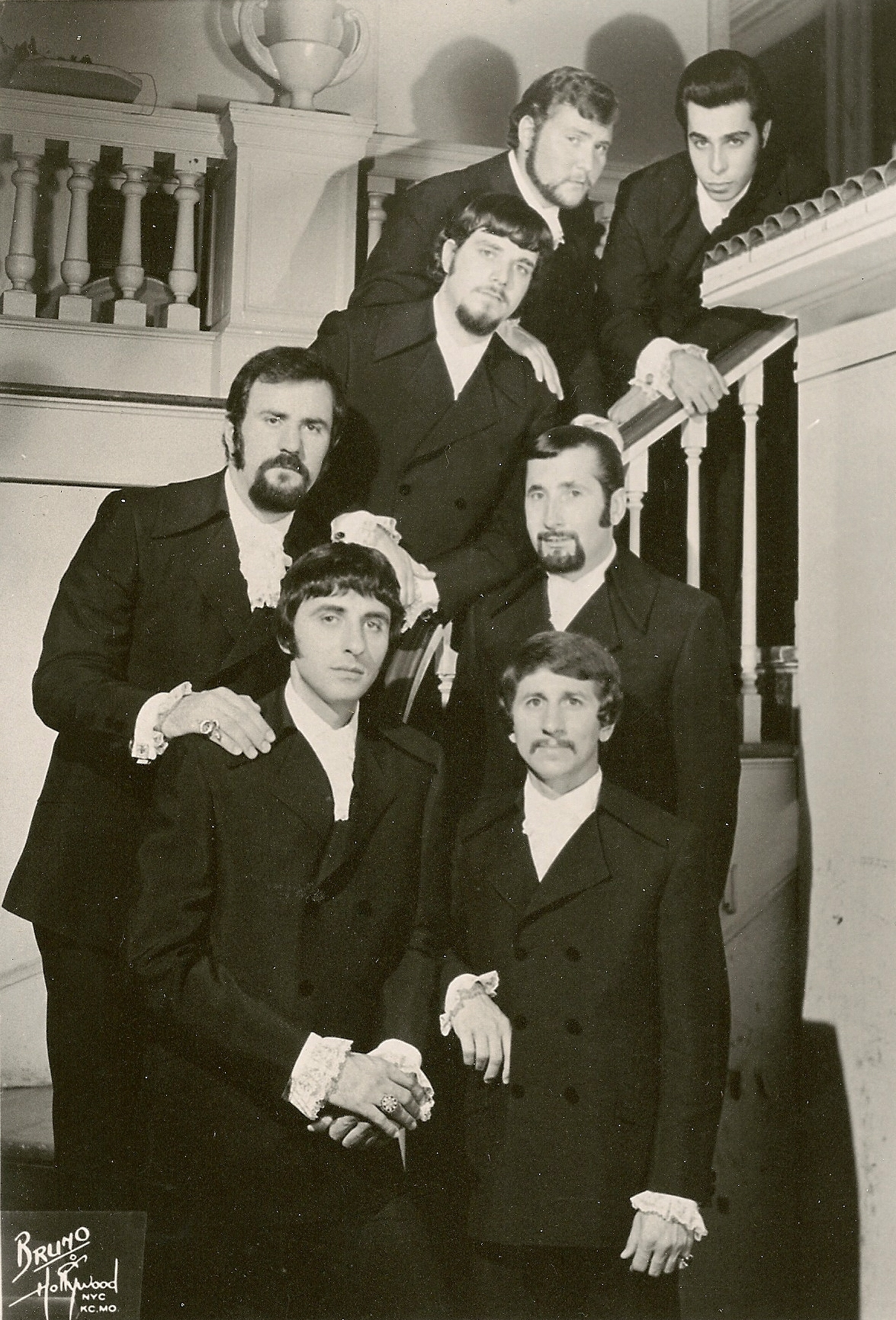
The Capris nel 1969

Anche se gli italoamericani tennero gli afroamericani fuori dai loro quartieri combattendo contro di loro guerre per il territorio e battaglie tra gang, nondimeno adottarono la popular music degli afroamericani, adattandola alla propria e come pubblico apprezzavano il doo-wop delle band nere. Le somiglianze negli idiomi linguistici, nelle norme maschili e nel comportamento pubblico hanno permesso ai giovani afroamericani e italoamericani di mescolarsi facilmente quando le aspettative sociali dei propri gruppi etnici non interferivano. Queste somiglianze culturali hanno permesso agli italoamericani di apprezzare il canto dei doo-wopper neri in spazi deterritorializzati, alla radio, nei dischi, ai concerti dal vivo o negli spettacoli di strada. Si formarono dozzine di gruppi italiani di quartiere, alcuni dei quali registrarono canzoni alla Cousins Records, un negozio di dischi nella Fordham Road trasformato in etichetta. I gruppi italoamericani del Bronx pubblicarono un flusso costante di canzoni doo-wop, tra cui "Teenager In Love" e "I Wonder Why" di Dion and the Belmonts, e "Barbara Ann" di the Regents. Johnny Maestro, il cantante italoamericano del gruppo interrazziale del Bronx The Crests, è stato il protagonista della hit "Sixteen Candles". Maestro disse che si interessò all'armonia di gruppi vocali R&B ascoltando the Flamingos, the Harptones e the Moonglows nel programma radiofonico di Alan Freed su WINS a New York. I vari spettacoli radiofonici e teatrali di Freed hanno avuto un ruolo cruciale nella creazione di un mercato per il doo-wop italiano.

#### Filadelfia
I giovani cantanti neri di Filadelfia hanno contribuito a creare lo stile vocale doo-wop che si è sviluppato nelle principali città degli Stati Uniti durante gli anni '50. I primi gruppi doo-wop in città includevano the Castelles, the Silhouettes, the Turbans e Lee Andrews & the Hearts. Sono stati registrati da piccole etichette discografiche rhythm and blues indipendenti e occasionalmente da etichette più affermate a New York. La maggior parte di questi gruppi ha avuto un successo limitato, segnando solo una o due canzoni di successo nelle classifiche R&B. Avevano frequenti cambi di formazione e spesso passavano da un'etichetta all'altra sperando di ottenere un altro successo.
La migrazione dei neri a Filadelfia dagli stati meridionali degli Stati Uniti, in particolare dalla Carolina del Sud e dalla Virginia, ha avuto un profondo effetto non solo sulla demografia della città, ma anche sulla sua musica e cultura. Durante la grande migrazione, la popolazione nera di Filadelfia aumentò a 250.000 persone nel 1940. Centinaia di migliaia di afroamericani del sud emigrarono nell'area metropolitana, portando con sé la loro popular music laica e religiosa. Dopo la seconda guerra mondiale, la popolazione nera dell'area metropolitana crebbe fino a circa 530.000 nel 1960.
I gruppi doo-wop neri hanno avuto un ruolo importante nell'evoluzione del rhythm and blues all'inizio degli anni '50 a Filadelfia. Gruppi come the Castelles e the Turbans hanno contribuito a sviluppare la musica con le loro armonie strette, ballate lussureggianti e falsetti distintivi. Molti di questi gruppi vocali si sono riuniti nelle scuole secondarie come la West Philadelphia High School e si sono esibiti nei centri ricreativi di quartiere e nei balli per adolescenti. The Turbans, il primo gruppo R&B di Filadelfia a livello nazionale, si formarono nel 1953 quando erano adolescenti. Firmarono con la Herald Records e registrarono "Let Me Show You (Around My Heart)" con il suo lato B, "When We Dance", nel 1955. "When We Dance" è diventato un successo nazionale, salendo al n. 3 nelle classifiche R&B e raggiungendo la Top 40 nelle classifiche pop.
Il successo crossover dei Silhouettes "Get a Job" pubblicato nel 1957, raggiunse il numero uno delle classifiche pop e R&B nel febbraio 1958, mentre Lee Andrews & the Hearts ebbe successi nel 1957 e 1958 con "Teardrops", "Long Lonely Nights" , e "Try the Impossible".
Kae Williams, un deejay di Filadelfia, proprietario di un'etichetta discografica e produttore, gestiva i gruppi doo-wop Lee Andrews & the Hearts, the Sensations, che vendettero quasi un milione di dischi nel 1961 con la canzone "Let Me In" e the Silhouettes, che hanno avuto un brano numero 1 nel 1958 con "Get a Job". Dopo che l'etichetta Ember Records distribuita a livello nazionale, acquisì i diritti di "Get a Job", Dick Clark iniziò a suonarlo su American Bandstand, e successivamente vendette oltre un milione di copie, raggiungendo la vetta della classifica dei singoli R&B di Billboard e della classifica dei singoli pop.
Sebbene la programmazione di American Bandstand finì per fare affidamento sulle creazioni musicali di artisti neri, lo spettacolo emarginava gli adolescenti neri con politiche di ammissione esclusive fino a quando non si trasferì a Los Angeles nel 1964 . Con giovani bianchi che ballano sulla musica resa popolare dai deejay locali Georgie Woods e Mitch Thomas, con passi creati dai loro ascoltatori adolescenti neri, Bandstand ha presentato al suo pubblico nazionale un'immagine della cultura giovanile che ha cancellato la presenza di adolescenti neri nella scena musicale giovanile di Filadelfia.
Trasmesso da un magazzino sulla 46ª e Market Street a West Philadelphia, la maggior parte dei giovani ballerini di American Bandstand erano italoamericani che frequentavano un vicino liceo cattolico a South Philadelphia. Come il resto dell'industria dell'intrattenimento, American Bandstand ha nascosto la matrice "black" intrinseca della musica in risposta a un panico morale nazionale sulla popolarità del rock 'n' roll tra gli adolescenti bianchi, e i ballerini e gli artisti italoamericani dello spettacolo sono stati de-etnicizzati come "bravi ragazzi bianchi", facendo emergere la loro identità di giovani italoamericani come una cosa candida.
Dick Clark ha tracciato la scena musicale nazionale attraverso promotori e famosi disc jockey. A Filadelfia, ascoltò Hy Lit, l'unico deejay bianco al WHAT, e i disc jockey afroamericani Georgie Woods e Douglas "Jocko" Henderson su WDAS. Queste erano le due principali stazioni radio nere di Filadelfia; seppur di proprietà dei bianchi, erano orientate sui neri.
Il direttore del programma di WHAT, Charlie O'Donnell, assunse Lit, che era ebreo, come deejay sulla stazione nel 1955, e la carriera di Lit fu veloce. Da lì andò al WRCV e poi intorno al 1956 al WIBG, dove oltre il 70 percento del pubblico radiofonico nell'area di ascolto si sintonizzò sulle sue frequenze tra le 18:00-22:00.
Cameo Records e Parkway Records erano importanti etichette discografiche con sede a Filadelfia dal 1956 (Cameo) e dal 1958 (Parkway) al 1967 che pubblicarono dischi doo-wop. Nel 1957, la piccola etichetta discografica di Filadelfia XYZ aveva registrato "Silhouettes", una canzone del gruppo locale The Rays, che Cameo raccolse per la distribuzione nazionale. Alla fine ha raggiunto il numero 3 sia nella classifica R&B Best Sellers che nella Billboard Top 100, e ha anche raggiunto i primi cinque nelle classifiche di vendita e airplay. È stato l'unico successo nella top 40 del gruppo.

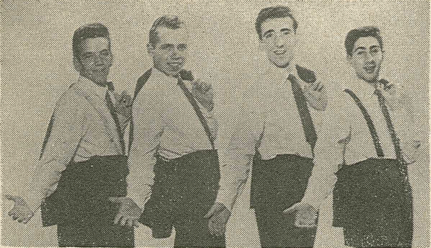
Danny & the Juniors in una foto del 1958

Anche diversi gruppi doo-wop bianchi di Filadelfia avevano i primi posti nelle classifiche; the Capris ebbero un successo regionale con "God Only Knows" nel 1954. Nel 1958, Danny & the Juniors ottennero un successo numero uno con "At the Hop" e la loro canzone "Rock and Roll Is Here to Stay" raggiunse i primi venti. Nel 1961, i Dovell raggiunsero il secondo posto con "The Bristol Stomp", sugli adolescenti di Bristol, in Pennsylvania, che ballavano un nuovo passo chiamato "The Stomp".
Jerry Blavat, un popolare deejay mezzo ebreo e mezzo italiano alla radio di Filadelfia, ha costruito la sua carriera ospitando balli e spettacoli dal vivo e si è guadagnato un devoto seguito locale. Ben presto ha avuto il suo programma radiofonico indipendente, in cui ha presentato molti spettacoli doo-wop negli anni '60 a un vasto pubblico, tra cui the Four Seasons, un gruppo italoamericano di Newark in New Jersey.

#### Giamaica
La storia della moderna musica giamaicana è relativamente breve. Un improvviso cambiamento nel suo stile iniziò nei primi anni '50 con l'importazione di dischi rhythm and blues americani nell'isola e la nuova disponibilità di radio a transistor a prezzi accessibili. Gli ascoltatori i cui gusti erano stati trascurati dall'unica stazione giamaicana dell'epoca, RJR (Real Jamaican Radio), si sintonizzavano sulla musica R&B trasmessa dai potenti segnali notturni delle stazioni radio AM americane, in particolare WLAC a Nashville, WNOE a New Orleans e WINZ a Miami. Su queste stazioni i giamaicani potevano ascoltare artisti del calibro di Fats Domino e gruppi vocali doo-wop.
I giamaicani emigranti negli Stati Uniti meridionali che lavoravano come braccianti agricoli tornavano con dischi R&B, che diedero vita a un'attiva scena dance a Kingston. Tra la fine degli anni '40 e l'inizio degli anni '50, molti giamaicani della classe operaia che non potevano permettersi le radio partecipavano a balli del sistema audio, grandi balli all'aperto con un deejay (selezionatore) e la sua selezione di dischi. Deejay intraprendenti usavano sistemi audio mobili per creare feste di strada improvvisate. Questi sviluppi sono stati i mezzi principali con cui i nuovi dischi R&B americani venivano presentati a un pubblico giamaicano di massa.
L'apertura da parte di Ken Khouri dei Federal Studios, la prima struttura di registrazione della Giamaica, nel 1954, segnò l'inizio di una prolifica industria discografica e di una fiorente scena rhythm and blues in Giamaica. Nel 1957, artisti americani tra cui Rosco Gordon e the Platters si esibirono a Kingston. Alla fine di agosto 1957, il gruppo doo-wop Lymon and the Teenchords arrivò a Kingston come parte del gruppo rhythm and blues "Rock-a-rama" per due giorni di spettacoli al Carib Theatre. The Four Coins, un gruppo doo-wop greco-americano di Pittsburgh, fecero uno spettacolo a Kingston nel 1958.
Come i loro esemplari americani, molti cantanti giamaicani hanno iniziato la loro carriera praticando armonie vocali con gruppi agli angoli delle strade, prima di passare al circuito dei talent contest che era il banco di prova per i nuovi talenti nei giorni prima della nascita dei primi sistemi audio.
Nel 1959, mentre era uno studente al Kingston College, Dobby Dobson scrisse la canzone doo-wop "Cry a Little Cry" in onore del suo formosa insegnante di biologia, e reclutò un gruppo di suoi compagni di scuola per sostenerlo in una registrazione della canzone. sotto il nome Dobby Dobson and the Deltas sull'etichetta Tip-Top. È salito al numero uno delle classifiche RJR, dove ha trascorso circa sei settimane.
L'armonizzazione dei gruppi doo-wop americani, the Drifters e the Impressions, servì da modello vocale per un gruppo appena formato (1963), the Wailers, in cui Bob Marley cantava come protagonista mentre Bunny Wailer cantava le armonie alte e Peter Tosh cantava l'armonia bassa. The Wailers registrarono un omaggio al doo-wop nel 1965 con la loro versione di "A Teenager in Love" di Dion and the Belmonts. Bunny Wailer ha citato Frankie Lymon and the Teenagers, the Platters e the Drifters come prime influenze sul gruppo. The Wailers fecero una cover del successo doo-wop di Harvey and the Moonglows del 1958, "Ten Commandments of Love", nel loro album di debutto, Wailing Wailers, pubblicato alla fine del 1965. Lo stesso anno, the Wailers incisero la canzone doo-wop "Lonesome Feelings", con "There She Goes" sul lato B, come singolo prodotto da Coxsone Dodd.

## Doo-wop e relazioni razziali
La sintesi di stili musicali che si sono evoluti in quello che oggi viene chiamato rhythm and blues, precedentemente etichettato come "race music" (trad. "musica di razza") dalle case discografiche, negli anni del dopoguerra ha incontrato un vasto pubblico giovanile, contribuendo a catalizzare i cambiamenti delle relazioni razziali nella società americana. Nel 1948, la RCA Victor commercializzava musica nera con il nome di "Blues and Rhythm". Nel 1949, Jerry Wexler, all'epoca reporter per la rivista Billboard, invertì le parole e coniò il nome "Rhythm and Blues" per sostituire il termine "Race Music".
Un tipo di rhythm and blues era principalmente vocale, con accompagnamento strumentale che poteva essere composto da un'intera orchestra oppure non esserci. Il più delle volte era eseguito da un gruppo, spesso un quartetto, come nella tradizione gospel nera; utilizzando armonie strette, questo stile veniva quasi sempre eseguito con un tempo da lento a medio. La voce solista, di solito quella del registro acuto, spesso cantava sugli accordi trascinanti e senza parole degli altri cantanti o interagiva con loro in uno scambio di botta e risposta. Gruppi vocali come the Ink Spots incarnavano questo stile, l'antecedente diretto del doo-wop, che venne fuori dagli angoli delle strade del centro città a metà degli anni '50 e scalò le classifiche musicali popolari tra il 1955 e il 1959.
Il musicologo Richard Taruskin scrive: "Più francamente di qualsiasi precedente artista bianco, Presley ha coltivato consapevolmente uno stile nero, che, sebbene si muovesse su odiosi stereotipi razziali e sessuali (amplificati da movimenti del corpo suggestivi che gli sono valsi il soprannome di "Elvis the Pelvis"), ha notevolmente amplificato il suo fascino con il giovane pubblico bianco di entrambi i sessi". Una conseguenza di questa appropriazione culturale è stata quella di riunire il pubblico e gli artisti che condividevano un interesse per la musica. I giovani bianchi e neri volevano entrambi vedere spettacoli di doo-wop, e gruppi di giovani di razza mista si fermavano agli angoli delle strade del centro città e cantavano canzoni doo-wop a cappella. Questo fece arrabbiare i suprematisti bianchi, che consideravano il rhythm and blues e il rock and roll un pericolo per i giovani americani.
Lo sviluppo del rhythm and blues coincise con la questione della segregazione razziale che divenne socialmente più controversa nella società americana, mentre la leadership nera sfidava sempre più il vecchio ordine sociale. La struttura del potere bianco nella società americana e alcuni dirigenti dell'industria dell'intrattenimento controllata dalle corporazioni vedevano il rhythm and blues, radicato nella cultura nera, come osceno e lo consideravano una minaccia per i giovani bianchi, tra i quali il genere stava diventando sempre più popolare.

## Influenze ebraiche nel doo-wop
Compositori, musicisti e promotori ebrei ebbero un ruolo di primo piano nella transizione al doo-wop e al rock 'n' roll dal jazz e dallo swing nella musica popolare americana degli anni '50, mentre uomini d'affari ebrei fondarono molte delle etichette che registravano il rhythm and blues durante l'apice dell'era dei gruppi vocali.
Nel decennio dal 1944 al 1955, molte delle case discografiche più influenti specializzate in "race music", o rhythm and blues", come venne poi chiamata, erano di proprietà o comproprietà di ebrei. Furono le piccole case discografiche indipendenti che registravano, commercializzavano e distribuivano musica doo-wop. Ad esempio, Jack e Devora Brown, una coppia ebrea bianca di Detroit, fondarono la Fortune Records nel 1946 e registrarono una varietà di artisti dai suoni eccentrici; a metà degli anni '50 divennero campioni del rhythm and blues di Detroit, inclusa la musica dei gruppi doo-wop locali.

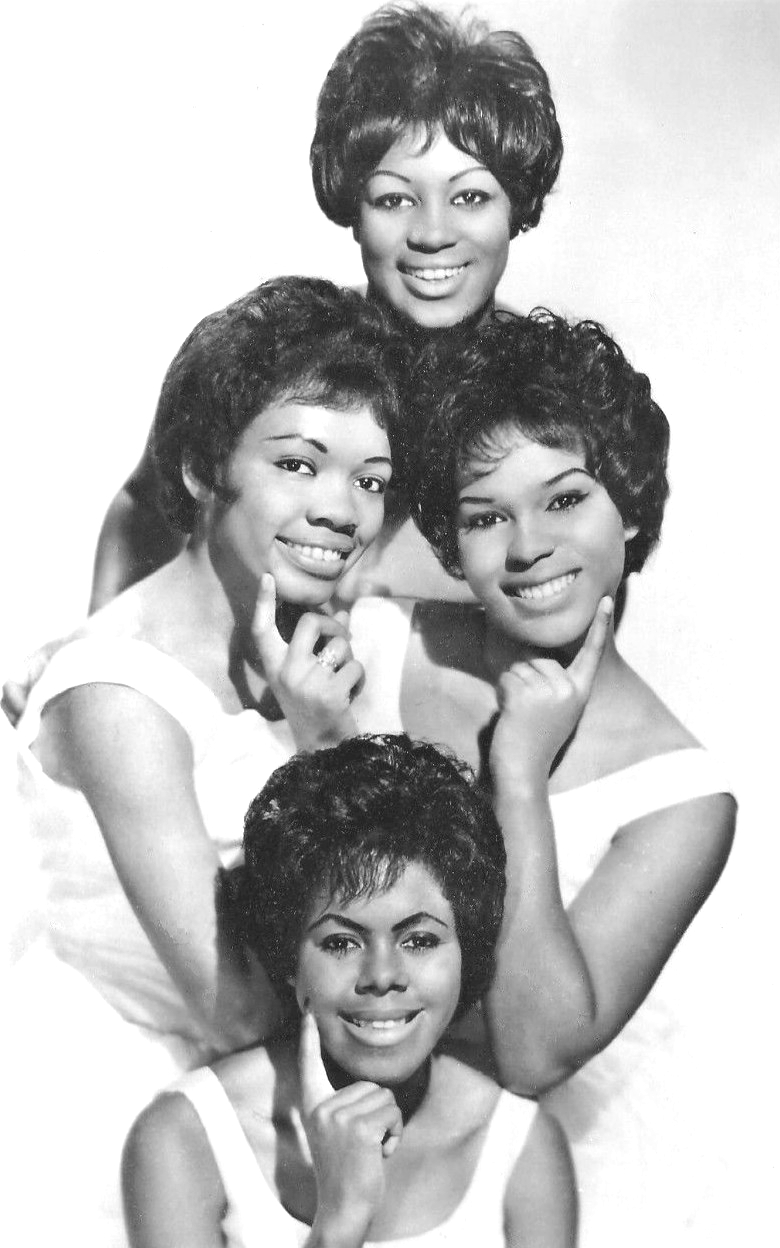
The Shirelles nel 1962

Alcune altre donne ebree erano nel settore discografico, come Florence Greenberg, che fondò l'etichetta Sceptre nel 1959, e scritturò il gruppo di ragazze afroamericane, the Shirelles. Il team di autori di canzoni di Goffin e King, che lavorò per la Aldon music di Don Kirshner al 1650 di Broadway (vicino al famoso Brill Building al 1619), ha offerto a Greenberg una canzone, "Will You Love Me Tomorrow?", che è stata registrata da the Shirelles e salì al numero 1 della classifica Billboard Hot 100 nel 1961. Durante i primi anni '60, la Sceptre fu l'etichetta discografica indipendente di maggior successo.
Deborah Chessler, una giovane commessa ebrea interessata alla musica nera, divenne manager e cantautrice del gruppo doo-wop di Baltimora, the Orioles. Registrarono la loro canzone "It's Too Soon to Know" e raggiunsero il n. 1 nelle classifiche dei record di gara di Billboard nel novembre 1948.
Alcuni proprietari di case discografiche come Herman Lubinsky avevano la reputazione di sfruttare artisti neri. Lubinsky, che fondò la Savoy Records nel 1942, ha prodotto e registrato the Carnations, the Debutantes, the Falcons, the Jive Bombers, the Robins, e molti altri. Sebbene il suo approccio imprenditoriale al mondo della musica e il suo ruolo di intermediario tra artisti neri e pubblico bianco creassero opportunità di perseguire una visibilità più ampia, fu denigrato da molti dei musicisti neri con cui aveva a che fare. Gli storici Robert Cherry e Jennifer Griffith sostengono che, a prescindere dai difetti personali di Lubinsky, l'evidenza che trattasse gli artisti afroamericani peggio nei suoi rapporti d'affari rispetto ad altri proprietari di etichette indipendenti non sarebbe convincente. I due sostengono che nell'attività estremamente competitiva delle case discografiche indipendenti del dopoguerra, le pratiche dei proprietari di dischi ebrei in generale erano spesso dovute alle mutevoli realtà economiche nel settore.
I rocker newyorkesi Lou Reed, Joey e Tommy Ramone e Chris Stein erano fan del doo-wop, così come molti altri punk rock e proto-punk ebrei. Reed registrò la sua prima voce solista nel 1962 in due canzoni doo-wop, "Merry Go Round" e "Your Love", che all'epoca non furono pubblicate. Alcuni anni dopo, Reed ha lavorato come autore di canzoni per lo staff scrivendo bubblegum song e canzoni doo-wop nell'industria discografica della Pickwick Records a New York.

## Il doo-wop in Italia

Il Quartetto Cetra nel 1951

Grazie all'onda di popolarità americana, il doo-wop giunse anche in Italia all'inizio degli anni cinquanta. Nel 1953 la Fonit aveva infatti già pubblicato il 10" su gommalacca My Walking Stick / Marie in cui Louis Armstrong metteva tromba e voce sulle note del gruppo vocale The Mills Brothers. E fu proprio questo gruppo pre-doowop una delle fonti di ispirazione di molti gruppi vocali italiani, tra cui i Quartetto Cetra.
Tra le prime pubblicazioni italiane di puro doo-wop vi fu il 10” su gommalacca dei Platters Only You / Bark, Battle and Ball (Mercury) del 1955 e poi l’EP 7” su vinile dei The Diamonds Till My Baby Comes Home (Mercury) del 1956, ma fu solo nel 1957, quando i Platters ottennero una grande popolarità in tutto il mondo, che Only You si guadagnò il primo posto delle classifiche nazionali, con i Platters che piazzavano nelle hit parade nostrane anche i brani My Prayer e You'll never never know. Gino Latilla fu il primo a confrontarsi con questo brano traducendolo in italiano con "Solo tu" (Cetra, 1957), ma fu in seguito ripreso nella versione inglese anche da Adriano Celentano e da Mina.
Nello stesso anno uscì il brano umoristico Un disco dei Platters del Quartetto Cetra, in cui il gruppo vocale faceva il verso al terziato ed al “singhiozzato" tipici della band afro-americana. Nel 1958 l’imprenditore svizzero Walter Guertler lanciava la Milano l’etichetta SAAR Records, che includeva anche il doo-wop tra le sue produzioni. Gürtler produsse così Come prima (Music) de i Campioni con Tony Dallara, in cui di nuovo si riprendevano terzinati e “singhiozzati”, seppur in modo non umoristico. Entrambi i brani mescolano modernità a tradizione, dimostrando una certa ”compatibilità tanto con la tradizione italiana quanto con la proposta dei Platters”.
Negli anni successivi si cimentarono con lo stile doo-wop molti artisti della nascente scena giovanile del doo wop e del rock and roll italiano dei cosiddetti urlatori. La stessa Mina esordì tra il 1958 ed il 1959 con gli Happy Boys prima e con I Solitari poi, proponendo anche brani doo-wop nel proprio repertorio. Nel 1960 incide poi il brano doo-wop degli anni ‘40 Gloria di Leon Rene come lato B del singolo La nonna Magdalena/Gloria (Italdisc).

## Le influenze del Doo-wop sul punk e proto-punk
Secondo l'etnomusicologo Evan Rapport, prima del 1958 più del novanta per cento degli artisti doo-wop erano afroamericani, ma la situazione cambiò quando un gran numero di gruppi bianchi iniziarono ad entrare nell'arena delle esibizioni. Termini generici come "Brill Building music" oscurano i ruoli di produttori, scrittori e gruppi neri come the Marvelettes e the Supremes, che eseguivano musica simile e creavano successi per l'etichetta Motown, ma erano classificati come soul.

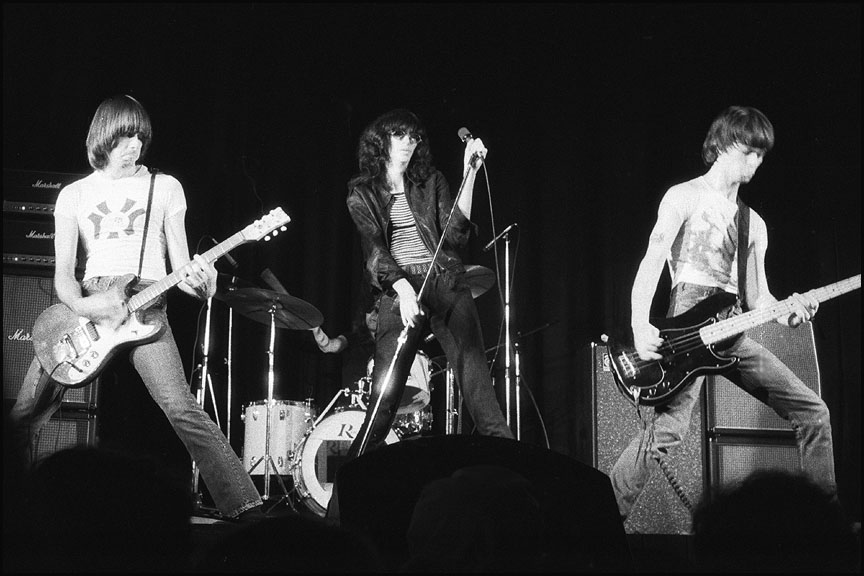
Ramones a Toronto (1976)

La musica R&B e doo-wop fu ripresa dai punk rocker negli anni '70, come parte di una più ampia tendenza sociale tra i bianchi degli Stati Uniti che idealizzava il doo-wop come musica di un periodo di armonia razziale prima dello sconvolgimento sociale del 1960. I bianchi americani subivano un fascino nostalgico per gli anni '50 e l'inizio degli anni '60 che entrò nella cultura mainstream a partire dal 1969, quando Gus Gossert iniziò a trasmettere le prime canzoni rock and roll e doo-wop sulla stazione radio WCBS-FM di New York. Questa tendenza ha raggiunto il suo apice nelle produzioni commerciali di segregazione razziale come American Graffiti, Happy Days e Grease, che è stato raddoppiato con il film di serie B dei Ramones Rock 'n' Roll High School nel 1979.
I primi adattamenti punk rock del modello aab di 12 battute associato al surf californiano o alla musica da spiaggia, eseguiti in forme di otto, sedici e ventiquattro battute, furono realizzati da band come the Ramones, sia come cover che come composizioni originali. Impiegando le convenzioni stilistiche del doo-wop e del rock and roll degli anni '50 e '60 per indicare il periodo a cui si fa riferimento, alcuni gruppi punk usavano voci di sottofondo call-and-response e vocaboli in stile doo-wop nelle canzoni, con argomenti che seguivano l'esempio del rock and roll e gruppi doo-wop di quell'epoca: romanticismo adolescenziale, automobili e balli. I primi punk rocker a volte ritraevano questi tropi nostalgici degli anni '50 con ironia e sarcasmo secondo le proprie esperienze vissute, ma si abbandonavano comunque alle fantasie evocate dalle immagini.
Nel 1963 e nel 1964, il rocker proto-punk Lou Reed lavorava nel circuito universitario, guidando band che suonavano cover di successi a tre accordi di gruppi pop e "qualsiasi cosa da New York con un classico tocco doo-wop e un atteggiamento da strada".
Jonathan Richman, fondatore dell'influente band proto-punk the Modern Lovers, incise l'album Rockin' and Romance (1985) con chitarra acustica e armonie doo-wop. La sua canzone "Down in Bermuda", ad esempio, è stata direttamente influenzata da "Down in Cuba" di the Royal Holidays. Il suo album Modern Lovers 88 (1987), con stili doo-wop e ritmi alla Bo Diddley, fu registrato in trio acustico.

## Altre influenze
Altri gruppi pop R&B, inclusi the Coasters, the Drifters, the Midnighters e the Platters, hanno contribuito a collegare lo stile doo-wop al mainstream e al suono della futura musica soul. L'influenza dello stile si sente nella musica di the Miracles, in particolare nei loro primi successi come "Got A Job" (una canzone di risposta a "Get a Job"), "Bad Girl", "Who's Loving You", "(You Can) Depend on Me" e "Ooo Baby Baby". Il Doo-wop è stato un precursore di molti degli stili musicali afroamericani visti oggi. Essendosi evoluto dal pop, dal jazz e dal blues, il doo-wop ha influenzato molti dei principali gruppi rock and roll che hanno definito gli ultimi decenni del 20º secolo e ha gettato le basi per molte successive innovazioni musicali.
L'influenza del Doo-wop è continuata nei gruppi soul, pop e rock degli anni '60, inclusi the Four Seasons, gruppi femminili e artisti di musica surf vocale come the Beach Boys. Nel caso di the Beach Boys, l'influenza doo-wop è evidente nella progressione di accordi usata in parte del loro primo successo "Surfer Girl". The Beach Boys in seguito riconobbero il loro debito verso il doo-wop rifacendo la hit n. 7 di the Regents del 1961, "Barbara Ann" con la loro cover n. 2 della canzone nel 1966. Nel 1984, Billy Joel pubblicò "The Longest Time", un chiaro tributo alla musica doo-wop.

## Il revival doo-wop
Sebbene sulla longevità del doo-wop ci sia ancora una disputa, in vari momenti negli anni '70 -'90 il genere ha visto nuove forme di revival, con artisti concentrati nelle aree urbane, principalmente a New York, Chicago, Filadelfia, Newark e Los Angeles. Programmi televisivi revival e pubblicazioni di CD in scatola come il set 1–3 "Doo Wop Box" hanno riacceso l'interesse per la musica, gli artisti e le loro storie.
Cruising with Ruben & the Jets, pubblicato alla fine del 1968, è un concept album di musica doo-wop registrato da Frank Zappa e the Mothers of Invention che si esibiscono come una fittizia band chicana doo-wop chiamata Ruben and the Jets. In seguito il cantante Ruben Guevara assieme a Zappa, fondarono veramente una band di nome Ruben and the Jets. Un primo notevole risveglio del "puro" doo-wop si è verificato quando Sha Na Na apparve al Festival di Woodstock. Il gruppo soul The Trammps ha registrato "Zing! Went the Strings of My Heart" nel 1972.
Nel corso degli anni altri gruppi ebbero successi doo-wop oppure influenzati dal doo-wop, come la versione del 1972 di Robert John di "The Lion Sleeps Tonight", il revival di successo di the Darts degli standard doo-wop "Daddy Cool" e "Come Back My Love" alla fine degli anni '70, il successo di Toby Beau del 1978 "My Angel Baby" e il successo di Billy Joel del 1984 "The Longest Time". Gruppi soul e funk come Zapp pubblicarono il singolo ("Doo Wa Ditty (Blow That Thing)/A Touch of Jazz (Playin' Kinda Ruff Part II)"). L'ultimo disco doo-wop a raggiungere la top ten delle classifiche pop statunitensi è stato "It's Alright" di Huey Lewis and the News, un adattamento doo-wop del grande successo della Top 5 di the Impressions del 1963. Ha raggiunto il numero 7 nella classifica contemporanea statunitense Billboard Adult nel giugno 1993. Gran parte dell'album aveva un sapore doo-wop. Un'altra canzone che presentava un'influenza doo-wop era una cover di "Teenager In Love", originariamente registrata da Dion and the Belmonts. Il genere vedrebbe un'altra rinascita di popolarità nel 2018, con l'uscita dell'album "Love in the Wind" della band di Brooklyn, the Sha La Das, prodotto da Thomas Brenneck per l'etichetta Daptone Record.
Il Doo-wop è popolare tra i barbershoppers e i gruppi di collegiali a cappella grazie al suo facile adattamento a una forma tutta vocale. Il Doo-wop ha registrato una rinascita di popolarità all'inizio del 21º secolo con la messa in onda dei programmi di concerti doo-wop della PBS: Doo Wop 50, Doo Wop 51 e Rock, Rhythm e Doo Wop. Questi programmi hanno riportato, dal vivo sul palco, alcuni dei più noti gruppi doo-wop del passato. Oltre a the Earth Angels, gli artisti doo-wop in voga nel secondo decennio del XXI secolo vanno da the Four Quarters allo Street Corner Renaissance. Bruno Mars e Meghan Trainor sono due esempi di artisti attuali che incorporano la musica doo-wop nei loro dischi e nelle loro esibizioni dal vivo. Mars dice di avere "un posto speciale nel [suo] cuore per la musica della vecchia scuola".
La formazione della scena hip-hop iniziata alla fine degli anni '70 vede un parallelismo con l'ascesa della scena doo-wop degli anni '50, rispecchiandola in particolare nell'emergere della cultura di strada urbana degli anni '90. Secondo Bobby Robinson, un noto produttore del periodo:
Doo-wop è nato originariamente come l'espressione adolescenziale nera degli anni '50 e il rap è emerso come l'espressione del ghetto adolescenziale nero degli anni '70. La stessa identica cosa che l'ha iniziata: i gruppi doowop in fondo alla strada, nei corridoi, nei vicoli e all'angolo. Si riunivano ovunque e, sai, doo-wop doowah da dadada. Lo sentiresti ovunque. Quindi la stessa cosa è iniziata con i gruppi rap intorno al '76 o giù di lì. All'improvviso, ovunque ti girassi, sentivi dei ragazzini che rappavano. D'estate facevano queste piccole feste nel parco. Di notte uscivano a giocare e i bambini andavano là fuori a ballare. All'improvviso, tutto ciò che riuscivi a sentire era, l'hip hop ha raggiunto il massimo, non fermarti. Sono i ragazzi – in gran parte confusi – che cercano di esprimersi. Stavano cercando di esprimersi con forza e hanno inventato nella fantasia ciò di cui mancavano nella realtà